# Amministrazione del Debito pubblico ottomano

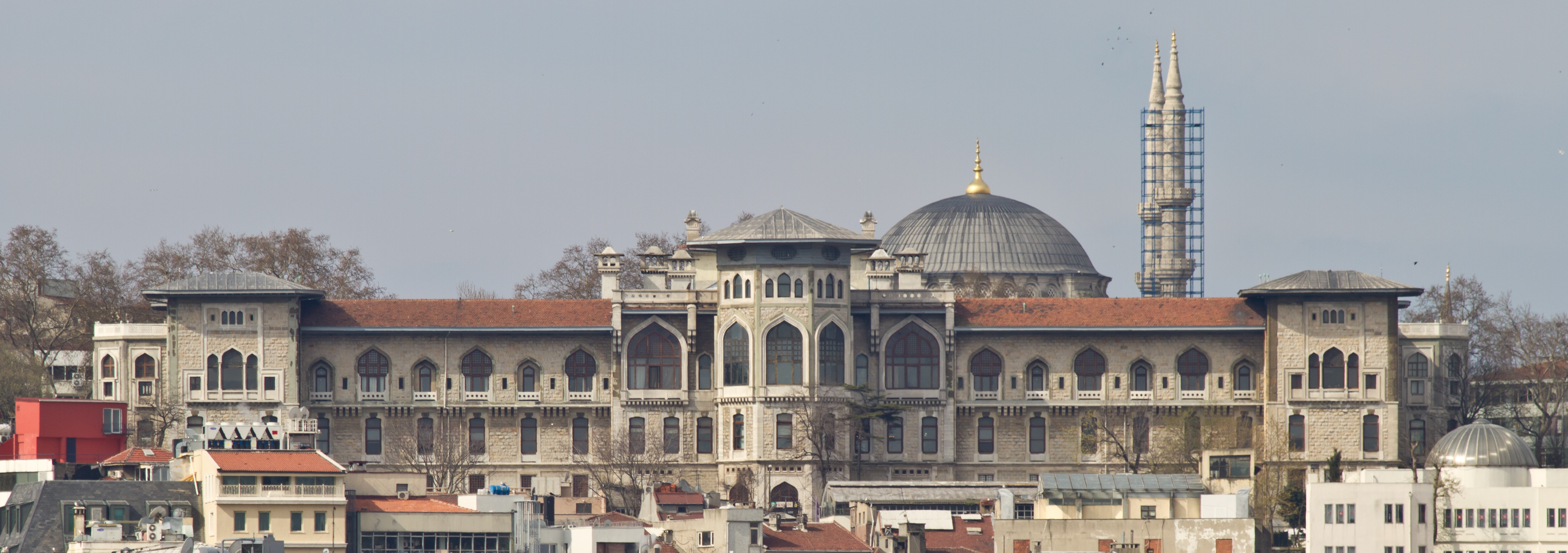
Antica sede dell'Amministrazione del Debito pubblico ottomano a Istanbul

L'Amministrazione del Debito pubblico ottomano (OPDA) (in turco ottomano: Düyun-u Umumiye-i Osmaniye Varidat-ı Muhassasa İdaresi, o semplicemente Düyun-u Umumiye come era popolarmente conosciuta), era un'organizzazione controllata da sette Stati europei, fondata nel 1881 per riscuotere i pagamenti che l'Impero ottomano doveva alle società europee all'interno del debito pubblico ottomano.

## Storia

### Prodromi e fondazione
Nel 1838 l'Impero ottomano aveva concluso un accordo di libero scambio con il Regno Unito: di conseguenza i beni locali, prodotti tradizionalmente, erano in competizione con i beni britannici, prodotti industrialmente e quindi più economici. In seguito, la dipendenza finanziaria ottomana dall'Europa occidentale aumentò ulteriormente, tramite ulteriori capitolazioni: per far fronte a ulteriori crisi finanziarie, lo Stato ottomano prese a indebitarsi, contraendo quindici prestiti dall'esterno a partire dal 1854, fino all'insolvenza nel 1875.
Il 20 dicembre 1881 il decreto Muharram istituì il Conseil d'Administration de la Dette Publique Ottomane o, in turco, Düyūn-ı ʿumūmīye-ʾi ʿOs̠mānīye meclis-i idāresi, un ente appositamente creato per la gestione del debito pubblico ottomano. Si trattava essenzialmente di un consorzio bancario europeo a guida franco-britannica; esso gestiva le entrate derivate da importanti tasse ottomane (monopoli del tabacco, dei sali e dell'alcol, tasse sul pesce a Istanbul, sul pesce e sulla seta a Bursa) e le utilizzava per ripagare il debito ottomano.

### Struttura e attività
L'OPDA divenne una vasta burocrazia, sostanzialmente indipendente, gestita dai creditori dell'impero: nel suo consiglio direttivo sedevano, oltre a due ottomani (un rappresentante dei creditori locali e uno del governo imperiale), un rappresentante per ciascuna delle allora grandi potenze europee che avevano interessi economici nell'impero: Francia, Regno Unito, Germania, Italia e Austria-Ungheria.
Impiegava 5.000 funzionari che riscuotevano le tasse, i cui proventi venivano poi ceduti ai creditori europei. Al suo apice contava 9.000 dipendenti, più del Ministero delle finanze dell'Impero.
L'OPDA svolse un ruolo importante negli affari finanziari ottomani. Inoltre, era un intermediario con le società europee in cerca di opportunità di investimento nell'Impero ottomano. Nel 1900, l'OPDA finanziava molte ferrovie e altri progetti industriali. I privilegi finanziari e commerciali degli stranieri non musulmani furono protetti con le capitolazioni dell'Impero ottomano.

### Storia successiva
Dopo la dissoluzione dell'Impero ottomano, tra il 1918 e il 1924 i francobolli ottomani sovrastampati OPDA o ADPO, o francobolli stampati con quelle iscrizioni, furono emessi per l'uso in Palestina, Transgiordania, Siria e Libano.